# Relics
Relics es el segundo álbum recopilatorio que contiene 11 canciones de sus 3 álbumes de 1967 a 1969 de la banda de rock progresivo Pink Floyd, lanzado el 14 de mayo de 1971. Contiene un total de once temas, procedentes de sus tres primeros álbumes, (The Piper at the Gates of Dawn, A Saucerful of Secrets y Music from the Film More), y material que, previamente, únicamente estaba disponible en sencillos de la banda. También incluye el tema "Biding My Time", una rareza que solamente fue tocada durante los espectáculos en directo de "The Man & The Journey" en 1969 y que se grabó el 9 de julio de 1969, en los Estudios Abbey Road.

## Edición
Tras el éxito cosechado por su anterior trabajo (Atom Heart Mother), el grupo decidió editar este álbum recopilatorio. Salió al mercado el 14 de mayo de 1971 en Reino Unido, y el 15 de julio en Estados Unidos, alcanzando el #32 en las listas de ventas del Reino Unido, y el #153 en las de los Estados Unidos.

## Curiosidades
En una ocasión EMI Australia, editó el disco sin permiso de la banda, esto ocasionó que el disco fuera retirado del mercado, lo que lo convirtió una rareza. En 1996 se editó en disco compacto una versión remasterizada digitalmente.
El disco se ha editado con diferentes portadas; la tapa original consistía en un dibujo realizado por Nick Mason de lo que podría ser un barco compuesto por instrumentos musicales y otros objetos. En la edición remasterizada de 1996, se reelaboró la idea de este dibujo trasladándolo a las tres dimensiones. Dentro del libreto se pueden ver varias tomas de esta extraña figura.

## Lista de canciones
1. "Arnold Layne" (Barrett) 2:56
  - Sencillo de marzo de 1967
2. "Interstellar Overdrive" (Barrett, Waters, Wright, Mason) 9:42
  - Original de The Piper at the Gates of Dawn
3. "See Emily Play" (Barrett) 2:53
  - Sencillo de junio de 1967
4. "Remember a Day" (Wright) 4:29
  - Original de A Saucerful of Secrets
5. "Paint Box" (Wright) 3:33
  - Lado b de "Apples and Oranges"
6. "Julia Dream" (Waters) 2:37
  - Lado b de "It Would Be So Nice"
7. "Careful With that Axe, Eugene" (Waters, Wright, Mason, Gilmour) 5:45
  - Lado b de "Point Me at the Sky"
8. "Cirrus Minor" (Waters) 5:18
  - Original de Music from the Film More
9. "The Nile Song" (Waters) 3:25
  - Original de Music from the Film More
10. "Biding My Time" (Waters) 5:18
11. "Bike" (Barrett) 3:23
  - Original de The Piper at the Gates of Dawn

## Créditos

### Músicos
- Syd Barrett - Guitarra y voz en "Arnold Layne", "See Emily Play", y "Bike".
- Roger Waters - Bajo y voz. en "Biding My Time".
- David Gilmour - Guitarra, y voz, excepto en "Arnold Layne", "See Emily Play", "Interstellar Overdrive" y "Bike".
- Rick Wright - Teclados, piano, sintetizador, voz,Trombón y coros.
- Nick Mason - Batería y percusión. Diseño de portada.

Otros participantes
- Norman Smith - Batería y coros en "Remember a Day".

### Producción
- Arte de tapa y fotografía: Hipgnosis.

Edición en disco compacto:
- Remasterizado supervisado por James Guthrie.
- Remasterizado digitalmente por Doug Sax en The Mastering Lab, LA.
- Diseño interior: Storm Thorgerson y Jon Crossland.
- Fotografía adicional: Tony May.

### Otros créditos
- Model Solutions - Construcción de la nave, basada en un diseño de Nick Mason.